# آلن داینهارت
آلن داینهارت (انگلیسی: Alan Dinehart؛ ‏ ۳ اکتبر ۱۸۸۹ – ۱۸ ژوئیهٔ ۱۹۴۴) بازیگر اهل ایالات متحده آمریکا بود. وی بین سال‌های ۱۹۳۱ تا ۱۹۴۴ میلادی فعالیت می‌کرد.
از فیلم‌هایی که وی در آن نقش داشته‌است، می‌توان به اتود در قرمز لاکی، فراطبیعی، سوت‌زن، پنجه گربه و جانی دیگه اینجا زندگی نمی‌کنه اشاره کرد.